# Горішній Чифлик
Горішній Чифли́к (болг. Горен чифлик) — село у Варненській області Болгарії. Входить до складу общини Долішній Чифлик.

## Населення
За даними перепису населення 2011 року у селі проживали 1527 осіб.
Національний склад населення села:
| Національність   | Кількість осіб | Відсоток |
| ---------------- | -------------- | -------- |
| болгари          | 785            | 76,1%    |
| турки            | 234            | 22,7%    |
| цигани           | 9              | 0,9%     |
| Всього відповіли | 1032           |          |

Розподіл населення за віком у 2011 році:
Динаміка населення: